# Phasia sumatrana
Phasia sumatrana är en tvåvingeart som beskrevs av Sun 2003. Phasia sumatrana ingår i släktet Phasia och familjen parasitflugor. Inga underarter finns listade i Catalogue of Life.